# Freeboard
Un freeboard es 

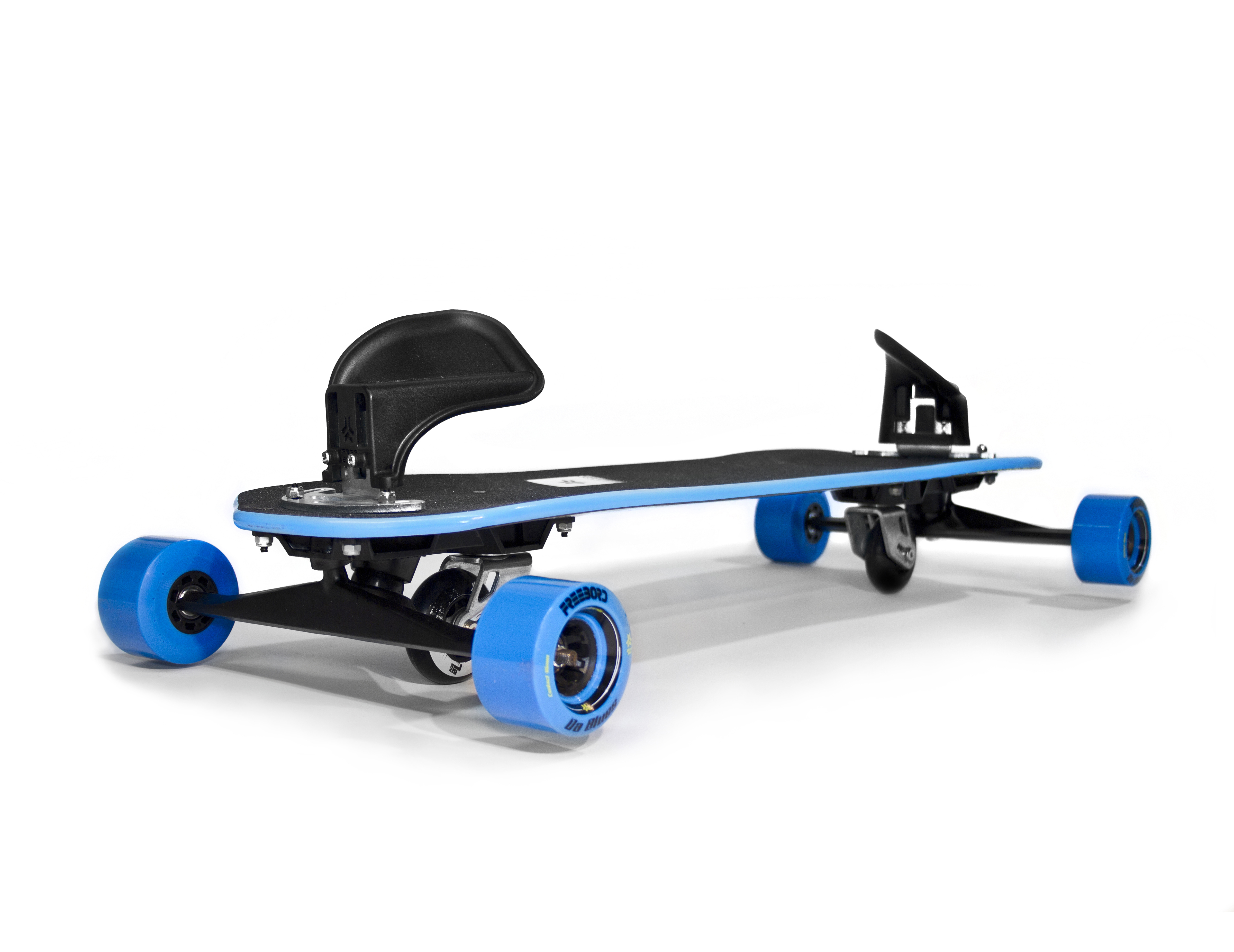
Una Freebord marca Freeboard (diseño de 2013).

un monopatín especial, diseñado para simular el comportamiento de una nevotabla o snowboard. 
Los freeboard fueron desarrollados para permitir a los snowboarders una transición con el skateboarding, sin la necesidad de adaptarse a una  cubierta más pequeña y más estrecha entre  ejes.
A simple vista el Freeboard puede parecer un longboard, pero se observa las diferencias en la  manera en que gira y en que se puede bajar una carretera con la tabla en horizontal.
Cuenta con 6 ruedas, es decir, con dos más que el resto monopatines.

## Historia
Steen Strand concibió la idea de un freeboard como parte de su tesis de maestría en diseño de producto en la Universidad de Stanford, que se expandió en el monopatín del estilo del freeboard en 1996. Después de lanzar una serie Alfa con kicktails y cubiertas más largas (100 - 112cm) que su más versiones recientes, Strand comenzó las ventas al por menor de sus freeboard bajo la marca "Freebord" a finales de 1990. A mediados de la década de 2000 otros estilos de freeboard y marcas habían surgido y se fueron desarrollando fuertes records de venta en las principales tiendas de artículos deportivos.

### Marca Freebord
Después de desarrollar el freeboard en 1996, Strand lanzó tres modelos bajo la marca Freebord en 1998; el FB-112 y el FB-110. La compañía diseña patentada relativos a los valores de freeboard marca "Freebord". Aunque otras compañías han desarrollado desde sus propios valores de freeboard y los comercializados bajo marcas alternativas, Freebord sigue siendo uno de los mayores productores de freeboard en el mundo. Para el 2000, la compañía había vendido 4.000 tablas. En 2005, la compañía firmó acuerdos para tener su producto distribuido a los amantes del snowboard en Europa. La compañía continúa produciendo y fabricando bajo su marca inicial.

## Características

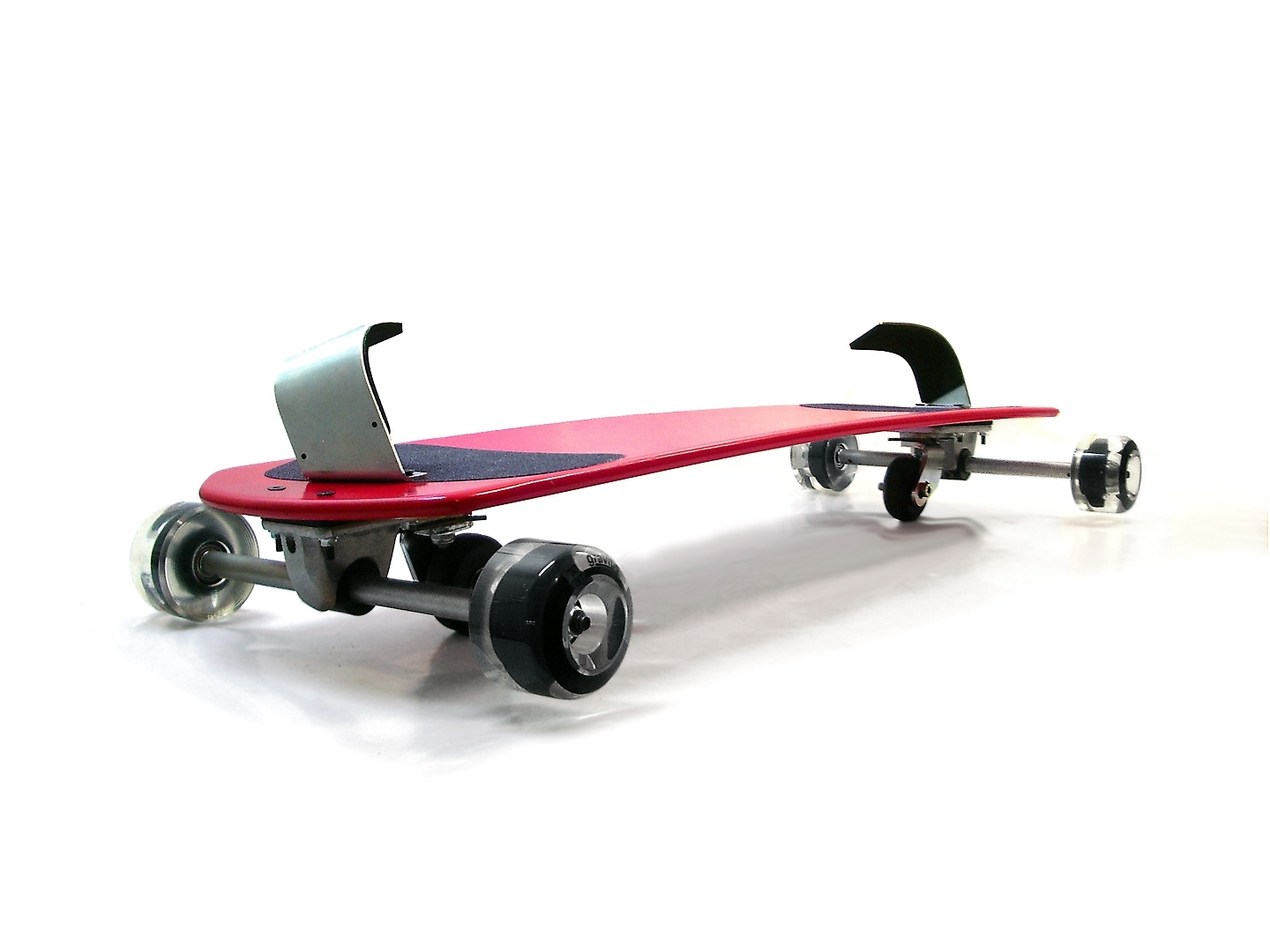
Un freeboard.

Normalmente tiene 6 ruedas - cuatro ruedas normales de estilo skate en cada esquina y dos ruedas de disco de primavera-bloqueado. Las ruedas de los ejes centrales son capaces de girar libremente en todas las direcciones, lo que permite a la tabla que se "deslice" lateralmente, cuando ninguna de las cuatro ruedas de la esquina están tocando el suelo. Esto imita el movimiento tradicionalde  "lado a lado" del snowboard. Al ejercer presión sobre las ruedas de la esquina, el piloto es capaz de controlar la tabla.
La cubierta se construye con arce canadiense en laminado cruzado de siete capas. Las cubiertas modernas varían en tamaño, pero la mayoría son de 19-22 cm (7,5-9 pulgadas) de ancho y entre
70-90 cm (29 y 36 pulgadas) de largo. 
Las fijaciones al estilo snowboard, se utilizan para proporcionar un mayor control sobre la tabla y permitir que el piloto  ejerza más presión sobre las ruedas y los bordes de las esquinas. Como en el snowboard, el piloto puede realizar ambas vueltas.

## Freeride
El término "freeride" se refiere a montar llano con poco o nada de trucos, por lo general consiste en tallar y arrastrando. Otro nombre para el freeride puede ser "cuesta abajo". Se utiliza un tablero más grande para el freeboarding de  descenso o freeride, ya que esto le da un mejor equilibrio, que permite ir más rápido. 
El término "estilo libre", como se usa en otros deportes de tabla como el skate,  significa hacer trucos como patinaje en rampas, rieles de molienda, saltos, etc. Se utilizan generalmente tablas más pequeñas para el estilo libre, que no sólo van a ser más ligeras haciéndolas más adecusdas para saltar con ellas, sino que el piloto puede empujar más fácilmente sus pies hacia el exterior, a fin de asegurarse de que sus pies se mantienen en los enlaces.